# Edgar Martini
Heinrich Edgar Martini (* 26. Mai 1871 in Sohland (Rothstein); † 7. September 1932 in Prag) war ein deutscher Klassischer Philologe.
Von 1892 bis 1895 studierte Martini Klassische Philologie und Klassische Archäologie in Leipzig und Bonn. 1896 wurde er in Leipzig promoviert, 1899 erfolgte die Habilitation in Leipzig, wo er von 1899 bis 1903 als Privatdozent tätig war. Von 1903 bis 1907 war er nichtplanmäßiger außerordentlicher Professor, anschließend bis 1922 planmäßiger außerordentlicher Professor in Leipzig. 1922 erfolgte seine Ernennung zum ordentlichen Professor für Klassische Philologie an der Universität Prag. Diese Professur hielt er bis zu seinem Tod inne.
Der Klassisch-Philologische Verein Leipzig im Naumburger Kartellverband ernannte ihn zum Ehrenmitglied.

## Veröffentlichungen
- Quaestiones Posidonianae, Leipzig 1896 (= Dissertation)
- Analecta Laertiana, 2 Bde., Leipzig 1899–1902  (= Habilitationsschrift)
- Philhellenismus und Turkophilie. Ein Wort zur Aufklärung, Leipzig 1910.
- Ovid und seine Bedeutung für die römische Poesie, Prag 1927.
- Einleitung zu Ovid, Brünn/Prag/Leipzig/Wien 1933